# Germania Bank Building (Saint Paul)
El Germania Bank Building, posteriormente rebautizado como St. Paul Building, es un edificio histórico de oficinas en el centro de la ciudad de Saint Paul, la capital del estado de Minnesota (Estados Unidos). Fue construido en 1889. Fue incluido en el Registro Nacional de Lugares Históricos en 1977 por su importancia local en el tema de la arquitectura. Fue nominado por ser el único rascacielos de piedra rojiza que se conserva de Saint Paul.

## Historia
La joven capital de Minnesota estaba en auge cuando el Germania Bank se fundó en Saint Paul en 1884, con Alexander Ramsey como presidente. La esquina de las calles Fifth y Wabasha era una ubicación privilegiada en el centro y se llevó a cabo un concurso de diseño para el nuevo edificio. De las once propuestas recibidas, los jueces eligieron el diseño presentado por J. Walter Stevens, arquitecto de varias casas elegantes de la avenida Summit y de almacenes de Lowertown.
Como muchos arquitectos pioneros, la única formación de Stevens había sido como aprendiz en la oficina de su padre. Pudo sacar adelante el proyecto gracias a la ayuda de dibujantes talentosos. Harvey Ellis, uno de los mejores artistas arquitectónicos de la época, trabajó esporádicamente para Stevens tras llegar a Saint Paul en 1886. Algunos historiadores de la arquitectura creen que Ellis trabajó en la obra ganadora. En un "boceto para el interior de un banco de Harvey Ellis", publicado en Western Architect en 1904, J. Walter Stevens es identificado como el arquitecto. El Germania Bank Building es el único banco que se sabe que Stevens diseñó.
Una reproducción a pluma y tinta sin firmar del Germania Bank, con fecha de 1888, fue reproducida en American Architect en 1892. El diseño es un híbrido del popular estilo románico richardsoniano, con elementos neorrenacentistas en el último piso. Este estilo de transición se estaba volviendo popular en Boston y Chicago, contribuyendo a la evidencia de que Ellis errante ayudó a diseñarlo.
Con ocho pisos, el edificio era mucho más alto que sus vecinos. Sin embargo, ese año se construyeron otros tres edificios de oficinas de varios pisos en el centro de la ciudad, de ladrillo. Germania Bank fue la última casa de piedra rojiza de gran altura.

## Diseño

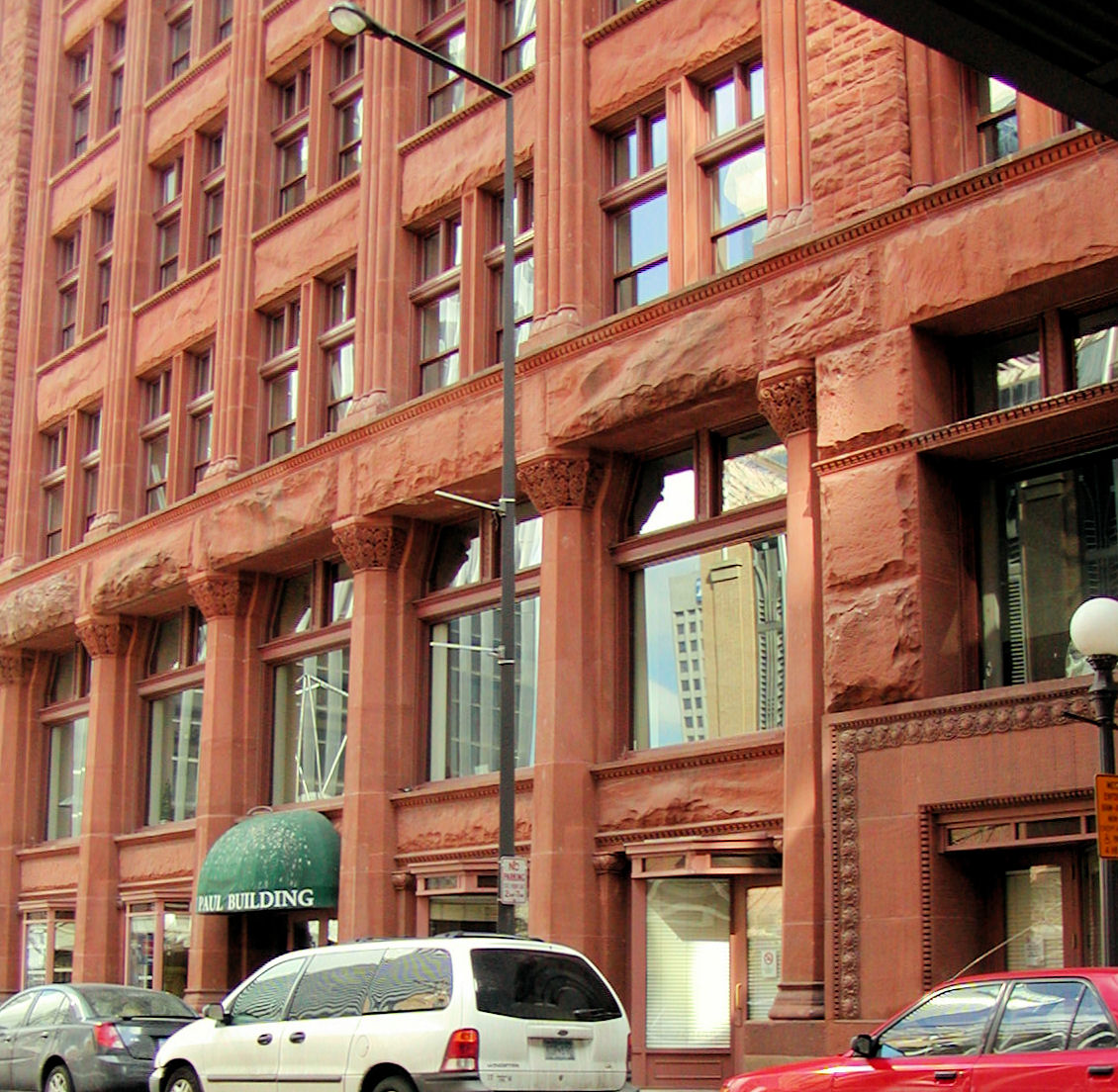
Detalle del nivel de la calle

Las cavernosas entradas y ventanas del edificio están sostenidas por arcos romanos en enormes muros de piedra arenisca roja rústica del Lago Superior. Los canteros tallaron diseños fantásticos en las suaves columnas de piedra arenisca, así como en las molduras de las ventanas y puertas. El tercio superior de la fachada presenta un patrón de tablero de ajedrez multicolor y colonetas inspiradas en un palazzo italiano. Construida por Lauer Brothers, el costo final de la estructura fue de más de 165 000 dólares  (unos 4 750 000 dólares de 2020).
El banco ocupaba todo el segundo piso, que presentaba un casetón de madera artesonado, molduras intrincadamente talladas y arcos empotrados, pisos de mármol y rejas de hierro ornamentadas en las ventanas de los cajeros.

## Uso
Solo diez años después de construir su sede, el Germania Bank se vio obligado a liquidar. En 1902, el antiguo banco se había convertido en Ernst Building, tomando el nombre de su nuevo propietario, Caspar Ernst. Cinco años después, se le cambió el nombre a Pittsburgh Building, quizás porque Penn Mutual Life Insurance tenía el pagaré de la hipoteca. El edificio se conoció como el St. Paul Building en 1934.
Los inquilinos de las oficinas incluyen médicos, dentistas, abogados y una modista, así como la Agencia Nacional de Detectives Pinkerton. Las tiendas que venden libros, guantes, joyas, puros, dulces y zapatos han ocupado los escaparates a nivel de la calle.
Según el historiador David Page, F. Scott Fitzgerald pudo haber alquilado una sala de escritura en el edificio en el invierno de 1921. En esa visita a su ciudad natal (que sería la última), Fitzgerald mantuvo la ubicación en secreto para poder escribir sin ser molestado. Allí redactó los cuentos que se convertirían en El gran Gatsby.

## Historia posterior
Muchos de los elementos de diseño del banco se perdieron debido a la remodelación a lo largo de los años, incluso después de la Segunda Guerra Mundial, cuando los escaparates se desnaturalizaron por razones mercantiles. Sin embargo, en 1977, la estructura se incluyó en el Registro Nacional de Lugares Históricos. A mediados de la década de 1980, sus escaparates fueron restaurados a su apariencia original del siglo XIX.